# Deutscher Marketing-Preis
Der Deutsche Marketing-Preis ist eine Auszeichnung des Deutschen Marketing-Verbandes (DMV, früherer Name: Deutsche Marketing-Vereinigung). Er wird seit 1973 im Rahmen des vom DMV veranstalteten Deutschen Marketing-Tages jährlich an ein Unternehmen aus den Bereichen Industrie, Handel oder Dienstleistung verliehen.
Der DMV ist ein Berufsverband von Führungskräften aus dem Bereich des Marketings und die Dachorganisation von 66 „Marketing-Clubs“ mit zusammen 14.000 Mitgliedern. Außer dem Deutschen Marketing-Preis vergibt der DMV weitere Preise: den DMV-Wissenschaftspreis, den Selly Award und den Marken-Award.
Inzwischen vergeben auch einzelne Marketing-Clubs regionale Marketing-Preise, beispielsweise in Frankfurt oder – erstmals im Jahr 2011 – in der Metropolregion Rhein-Neckar.

## Kriterien
Voraussetzung für die Vergabe ist, dass der wirtschaftliche Erfolg des Unternehmens „nachvollziehbar“ durch ein „integriertes Marketingkonzept“ für das gesamte Unternehmen oder bestimmte Marken bzw. Markenprodukte begründet wurde. Das Konzept muss außerdem „beispielhaft für eine konsequente Marktorientierung sein“, „einen Bezug zum Standort Deutschland haben“ und „darf nicht im Widerspruch zu dem ethisch-gesellschaftlichen Selbstverständnis des Deutschen Marketing-Verbandes stehen“.

## Preisträger
Die Preisträger sind:
- 1973: Klaus Esser KG
- 1974: fz Frischdienst-Zentrale
- 1975: Pfanni
- 1976: Falke
- 1977: Daimler-Benz
- 1978: Nixdorf Computer
- 1979: IKEA Deutschland
- 1980: ERCO Leuchten
- 1981: Beiersdorf
- 1982: Otto-Versand
- 1983: Andreas Stihl
- 1984: Schott Glaswerke
- 1985: Adidas
- 1986: Hussel
- 1987: Schleswig-Holstein Musik Festival
- 1988: BMW
- 1989: Würth
- 1990: AEG Hausgeräte
- 1991: Henkel
- 1992: Wilkhahn
- 1993: Junghans Uhren
- 1994: Suchard Tobler (Kraft-Jacobs-Suchard/Milka)
- 1995: Obi
- 1996: Grohe
- 1997: Kärcher
- 1998: SmithKline Beecham
- 1999: Volkswagen
- 2000: Miele
- 2001: Red Bull
- 2002: Loewe
- 2003: Zeitungsgruppe Bild
- 2004: Porsche
- 2005: Tchibo
- 2006: Hugo Boss
- 2007: Bosch Power Tools
- 2008: Lufthansa
- 2009: Schwarzkopf
- 2010: Deutsche Telekom
- 2011: Schüco
- 2012: Zalando
- 2013: Lindt & Sprüngli
- 2014: ImmobilienScout24
- 2016: Mymuesli
- 2017: Vorwerk (Thermomix)
- 2018: Kärcher
- 2019: Katjes